# كولفاكس (كاليفورنيا)
كولفاكس (بالإنجليزية: Colfax)‏ هي إحدى مدن مقاطعة بلاسير، كاليفورنيا. تم إعطاءها لقب مدينة في 23 فبراير، 1910.

## التركيبة السكانية
حدّد مكتب تعداد الولايات المتحدة بيانات التركيبة السكانية لكولفاكس في تعداد الولايات المتحدة. في ما يلي، التركيبة السكانية حسب تعدادي 2000 و2010.

### تعداد عام 2000
بلغ عدد سكان كولفاكس 1,496 نسمة بحسب تعداد عام 2000، وبلغ عدد الأسر 614 أسرة وعدد العائلات 395 عائلة مقيمة في المدينة. في حين سجلت الكثافة السكانية 411 نسمة لكل كيلومتر مربع (1,064.5/ميل2). وبلغ عدد الوحدات السكنية 636 وحدة بمتوسط كثافة قدره 174.7 لكل كيلومتر مربع (452.5/ميل2).
وتوزع التركيب العرقي للمدينة بنسبة 93.18% من البيض و0.60% من الأمريكيين الأفارقة و0.60% من الأمريكيين الأصليين و0.13% من الأمريكيين ذوي الأصول الآسيوية و2.34% من الأعراق الأخرى و3.14% من عرقين مختلطين أو أكثر و8.29% من الهسبانيون أو اللاتينيون من أي عرق.
بلغ عدد الأسر 614 أسرة كانت نسبة 38.8% منها لديها أطفال تحت سن الثامنة عشر تعيش معهم، وبلغت نسبة الأزواج القاطنين مع بعضهم البعض 42% من أصل المجموع الكلي للأسر، ونسبة 15.1% من الأسر كان لديها معيلات من الإناث دون وجود شريك، بينما كانت نسبة 7.2% من الأسر لديها معيلون من الذكور دون وجود شريكة وكانت نسبة 35.7% من غير العائلات. تألفت نسبة 28.5% من أصل جميع الأسر من عدة أفراد يعيشون في نفس المنزل ونسبة 13.5% كانت تتألف من شخص يعيش بمفرده يبلغ من العمر 65 عاماً أو أكثر. وبلغ متوسط حجم الأسرة المعيشية 2.43، أما متوسط حجم العائلات فبلغ 2.97.
بلغ العمر الوسطي للسكان 36.4 عاماً. وكانت نسبة 28.5% من القاطنين تحت سن الثامنة عشر، وكانت نسبة 8.2% بين الثامنة عشر والرابعة والعشرين عاماً، ونسبة 28.3% كانت واقعةً في الفئة العمرية ما بين الخامسة والعشرين والرابعة والأربعين عاماً، ونسبة 21% كانت ما بين الخامسة والأربعين والرابعة والستين، ونسبة 13.9% كانت ضمن فئة الخامسة والستين عاماً فما فوق. يوجد لكل 100 أنثى 93.9 ذكر، ويوجد لكل 100 أنثى في الثامنة عشر من عمرها فما فوق 91.4 ذكر.
بلغ متوسط دخل الأسرة في المدينة 37,391 دولارًا، أما متوسط دخل العائلة فبلغ 43,125 دولارًا. وكان متوسط دخل الذكور 37,500 دولارًا مقابل 27,708 دولارًا للإناث. وسجل دخل الفرد الخاص بالمدينة 16,440 دولارًا. وكانت نسبة 8.5% من العائلات ونسبة 12% من السكان تحت خط الفقر، وكان من هؤلاء نسبة 16.1% تحت سن الثامنة عشر ونسبة 7.1% في الخامسة والستين من العمر وما فوق.

### تعداد عام 2010
بلغ عدد سكان كولفاكس 1,963 نسمة بحسب تعداد عام 2010، وبلغ عدد الأسر 823 أسرة وعدد العائلات 505 عائلة مقيمة في المدينة. في حين سجلت الكثافة السكانية 539.3 نسمة لكل كيلومتر مربع (1,396.8/ميل2). وبلغ عدد الوحدات السكنية 929 وحدة بمتوسط كثافة قدره 255.2 لكل كيلومتر مربع (661.0/ميل2).
وتوزع التركيب العرقي للمدينة بنسبة 89.61% من البيض و0.20% من الأمريكيين الأفارقة و1.32% من الأمريكيين الأصليين و1.48% من الأمريكيين ذوي الأصول الآسيوية و0.10% من سكان جزر المحيط الهادئ و2.75% من الأعراق الأخرى و4.53% من عرقين مختلطين أو أكثر و9.07% من الهسبانيون أو اللاتينيون من أي عرق.
بلغ عدد الأسر 823 أسرة كانت نسبة 34.8% منها لديها أطفال تحت سن الثامنة عشر تعيش معهم، وبلغت نسبة الأزواج القاطنين مع بعضهم البعض 40.6% من أصل المجموع الكلي للأسر، ونسبة 15.9% من الأسر كان لديها معيلات من الإناث دون وجود شريك، بينما كانت نسبة 4.9% من الأسر لديها معيلون من الذكور دون وجود شريكة وكانت نسبة 38.6% من غير العائلات. تألفت نسبة 31.5% من أصل جميع الأسر من عدة أفراد يعيشون في نفس المنزل ونسبة 10.9% كانت تتألف من شخص يعيش بمفرده يبلغ من العمر 65 عاماً أو أكثر. وبلغ متوسط حجم الأسرة المعيشية 2.38، أما متوسط حجم العائلات فبلغ 2.98.
بلغ العمر الوسطي للسكان 37.9 عاماً. وكانت نسبة 25.4% من القاطنين تحت سن الثامنة عشر، وكانت نسبة 8.1% بين الثامنة عشر والرابعة والعشرين عاماً، ونسبة 25.5% كانت واقعةً في الفئة العمرية ما بين الخامسة والعشرين والرابعة والأربعين عاماً، ونسبة 29.5% كانت ما بين الخامسة والأربعين والرابعة والستين، ونسبة 11.4% كانت ضمن فئة الخامسة والستين عاماً فما فوق. وتوزع التركيب الجنسي للسكان بنسبة 48% ذكور و52% إناث.

## المناخ
يظهر الجدول التالي التغييرات المناخية على مدار السنة لكولفاكس:
| البيانات المناخية لـكولفاكس                                                                     | البيانات المناخية لـكولفاكس | البيانات المناخية لـكولفاكس | البيانات المناخية لـكولفاكس | البيانات المناخية لـكولفاكس | البيانات المناخية لـكولفاكس | البيانات المناخية لـكولفاكس | البيانات المناخية لـكولفاكس | البيانات المناخية لـكولفاكس | البيانات المناخية لـكولفاكس | البيانات المناخية لـكولفاكس | البيانات المناخية لـكولفاكس | البيانات المناخية لـكولفاكس | البيانات المناخية لـكولفاكس |
| الشهر                                                                                           | يناير                       | فبراير                      | مارس                        | أبريل                       | مايو                        | يونيو                       | يوليو                       | أغسطس                       | سبتمبر                      | أكتوبر                      | نوفمبر                      | ديسمبر                      | المعدل السنوي               |
| ----------------------------------------------------------------------------------------------- | --------------------------- | --------------------------- | --------------------------- | --------------------------- | --------------------------- | --------------------------- | --------------------------- | --------------------------- | --------------------------- | --------------------------- | --------------------------- | --------------------------- | --------------------------- |
| الدرجة القصوى °ف (°م)                                                                           | 77 (25)                     | 80 (27)                     | 85 (29)                     | 91 (33)                     | 102 (39)                    | 111 (44)                    | 113 (45)                    | 112 (44)                    | 106 (41)                    | 101 (38)                    | 87 (31)                     | 75 (24)                     | 113 (45)                    |
| متوسط درجة الحرارة الكبرى °ف (°م)                                                               | 51 (11)                     | 53 (12)                     | 57 (14)                     | 62 (17)                     | 71 (22)                     | 80 (27)                     | 88 (31)                     | 87 (31)                     | 81 (27)                     | 70 (21)                     | 56 (13)                     | 50 (10)                     | 67 (20)                     |
| المتوسط اليومي °ف (°م)                                                                          | 43 (6)                      | 45 (7)                      | 48 (9)                      | 50 (10)                     | 60 (16)                     | 68 (20)                     | 75 (24)                     | 74 (23)                     | 68 (20)                     | 59 (15)                     | 48 (9)                      | 43 (6)                      | 57 (14)                     |
| متوسط درجة الحرارة الصغرى °ف (°م)                                                               | 35 (2)                      | 37 (3)                      | 39 (4)                      | 42 (6)                      | 49 (9)                      | 56 (13)                     | 62 (17)                     | 60 (16)                     | 55 (13)                     | 48 (9)                      | 40 (4)                      | 35 (2)                      | 47 (8)                      |
| أدنى درجة حرارة °ف (°م)                                                                         | 22 (−6)                     | 21 (−6)                     | 26 (−3)                     | 34 (1)                      | 37 (3)                      | 46 (8)                      | 50 (10)                     | 49 (9)                      | 42 (6)                      | 35 (2)                      | 27 (−3)                     | 20 (−7)                     | 20 (−7)                     |
| الهطول إنش (مم)                                                                                 | 7.76 (197)                  | 8.15 (207)                  | 7.05 (179)                  | 3.43 (87)                   | 2.01 (51)                   | 0.59 (15)                   | 0.04 (1.0)                  | 0.12 (3.0)                  | 0.79 (20)                   | 2.56 (65)                   | 6.06 (154)                  | 8.5 (220)                   | 47.06 (1٬199)               |
| متوسط تساقط الثلوج إنش (سم)                                                                     | 1.00 (2.5)                  | 2.00 (5.1)                  | 2.00 (5.1)                  | 0.00 (0.00)                 | 0.00 (0.00)                 | 0.00 (0.00)                 | 0.00 (0.00)                 | 0.00 (0.00)                 | 0.00 (0.00)                 | 0.00 (0.00)                 | 1.00 (2.5)                  | 2.00 (5.1)                  | 8 (20.3)                    |
| المصدر #1: http://www.myforecast.com/bin/climate.m?city=11624&metric=false                      |                             |                             |                             |                             |                             |                             |                             |                             |                             |                             |                             |                             |                             |
| المصدر #2: http://www.usclimatedata.com/climate/colfax/california/united-states/usca0239/2015/1 |                             |                             |                             |                             |                             |                             |                             |                             |                             |                             |                             |                             |                             |

## الموقع الجغرافي
الموقع الجغرافي للمناطق المحيطة بهذه النقطة هو كالتالي: